# 里弗維尤鎮區 (密蘇里州傑佛遜縣)
里弗維尤鎮區（英語：River View Township）是位於美國密蘇里州傑佛遜縣的一個行政鎮區。

## 地方資料
里弗維尤鎮區的面積為31.21平方千米，當中陸地面積為30.00平方千米，而水域面積為1.11平方千米。根據2020年美國人口普查的數據，當地共有人口17474人，而人口密度為每平方千米559.88人。